# Pätow-Steegen
Pätow-Steegen es un municipio situado en el distrito de Ludwigslust-Parchim, en el estado federado de Mecklemburgo-Pomerania Occidental (Alemania), a una altitud de 35 metros. Su población a finales de 2016 era de 391 habs. y su densidad poblacional, 37 hab/km².